# 马凤桐
马凤桐（1936年—2014年1月1日），山东无棣人，中国人民解放军将领、中国人民解放军中将。 
1985到1994年曾担任第16集团军军长。1994年任中国人民解放军军事科学院副院长。1996年授予中国人民解放军中将。2014年1月1日去世。